# Wilhelm Christian Hochstetter
Wilhelm Christian Hochstetter (1825-1881) fue un botánico y naturalista austríaco. Desarrolló actividades de jardinero e inspector de los Jardines Botánicos de la Universidad de Tubinga

## Biografía
Nació en la ciudad de Esslingen en 1829. Su padre, Christian Friedrich Hochstetter, que se desempeñaba de sacerdote jefe de la ciudad Esslingen, tenía un gran interés por las ciencias naturales, algo que venía siendo una tradición de la familia Hochstetter y aquellos von Hochstetter. Él es quién le inculca a sus hijos tal entusiasmo. El hecho de pertenecer a la religión protestante y la tradición familiar lo conllevan, a que desde temprana edad, Wilhelm estudiase en las universidades germanas de Maulbronn y de Tubinga; esta última gracias a pertenecer al seminario de Tubinga (Tübinger Stiftung).

## Algunas publicaciones
- "Die Victoria Regia: Ihre Geschichte, Natur, Benennung und Cultur". Con hugo von Mohl. Editor Guttenberg, 8 pp. 1852

### Libros
- "Die Coniferen oder Nadelhölzer, welche in Mittel-Europa winterhart sind: für Landschaftsgärtner, Gartenfreunde, Forstbeamte usw". Editor Ulmer, 114 pp. 1882

- "Angewandte Botanik oder Beschreibung der in Deutschland, Oesterreich und der Schweiz am häufigsten kultivirten und der merkwürdigsten Nutz- und Zierpflanzen der kälteren Länder und heissen Erdstriche ...". Volumen 3 de Populäre Botanik. Con christian friedrich Hochstetter. 4ª edición de Schickhardt & Ebner, 100 pp. 1881

- "Anleitung zum Selbstbestimmen der Pflanzen: ein Handbuch für Exkursionen", vv. 2 de Populäre Botanik oder faßliche Anleitung zur Kenntniß der Pflanzen für Schule und Haus. Con christian friedrich Hochstetter. 4ª ed. de Schickhardt & Ebner, 199 pp. 1877

- "Kaninens Avl og Pleje: Overs. efter Originalens". Con l.a. Lund. 3ª ed. 63 pp. 1876

- "Das Kaninchen, dessen Beschreibung, rationelle Behandlung und Züchtung". 5ª ed. de Wiegandt, Hempel & Parey, 55 pp. 1875

- "Kritisches Verzeichnis des Coniferen-Herbarium's zusammengestellt". Editor H. Laupp, 14 pp. 1869

- "Synopsis der Nadelhölzer". Con Johann Baptist Henkel. 465 pp. 1865 libro en línea

- "Wegweiser durch den botanischen Garten der Kön Universität Tübingen". Editor E. Riecker, 112 pp. 1860